# Saiki Kusuo no Psi-nan
Saiki Kusuo no Psi-nan (斉木楠雄のΨ難 lit. La desastrosa vida de Kusuo Saiki?) es una serie de manga de comedia escrita e ilustrada por Shūichi Asō. Fue serializada en la revista semanal Shūkan Shōnen Jump de la editorial Shueisha desde el 14 de mayo de 2012 hasta el 26 de febrero de 2018. Una adaptación a serie de anime producida por J.C.Staff y EGG FIRM comenzó a emitirse en Japón el 4 de julio de 2016, finalizando el 26 de diciembre de ese mismo año. 
Una película en imagen real dirigida por Yuichi Fukuda y protagonizada por Kento Yamazaki fue estrenada el 21 de octubre de 2017. La película fue producida por Columbia Pictures y Asmik Ace. Poco después del término de la primera temporada, se anunció en el sitio web oficial que el anime sería renovado para una segunda temporada. En octubre de 2017, se anunció que el estreno de la nueva temporada estaba programado para enero de 2018. La segunda temporada fue estrenada el 17 de enero de 2018.

## Argumento
Kusuo Saiki es un estudiante de secundaria que nació con todo tipo de habilidades psíquicas, incluyendo la telepatía, telequinesis, teletransportación y muchas más. A pesar de tener todos estos poderes, Saiki se enfrenta a un sin fin de dificultades y trata de no llamar la atención tanto como le sea posible. La historia sigue a Saiki en su intento de utilizar sus poderes en secreto para vivir una vida normal de escuela secundaria mientras trata con sus menos que ordinarios compañeros de clase en la Academia P. K.

## Personajes

### Familia Saiki
Kusuo Saiki (斉木 楠雄 Saiki Kusuo?)
Seiyū: Shintarō Asanuma (vomic, flash anime), Hiroshi Kamiya (anime), Jerry Jewell (inglés)
Kusuo es el protagonista principal de la historia. Es un estudiante de secundaria que nació con todo tipo de habilidades psíquicas, a pesar de haber nacido en el seno de una pareja bastante común, Kuniharu y Kurumi Saiki. Debido a su poder en constante crecimiento, debe llevar en todo momento dos antenas de color rosa en su cabeza con el fin de limitar su poder. Por la miseria que viene de la atención que recibe como psíquico, Kusuo trata de evitar resaltar tanto como le sea posible, usando su telepatía para leer la mente de las personas y tratar de evitar tal confrontación. Kusuo tampoco habla como lo haría una persona común, sino que en cambio lo hace a través de la telepatía. También debe usar un par de gafas de color verde para evitar transformar a la gente en piedra, lo que sucede si alguien lo mira directamente a los ojos. Kusuo ha explicado que no puede revertir este efecto, puesto que para el cuerpo es lo mismo que morir, aunque la petrificación se revierte por sí sola al día siguiente. Su comida favorita es la gelatina de café y ha desmotrado ser un ávido amante de los dulces, hasta el punto en el que es sobornado con ellos. Irónicamente y a pesar de sus incontables poderes, se muestra aterrorizado de los insectos —principalmente de las cucarachas— debido a que al ser seres tan pequeños su telepatía no funciona con ellos y no es capaz de saber en lo que están pensando. 
Kusuko Saiki (斉木 楠子 Saiki Kusuko?)
Seiyū: Haruka Tomatsu
Es la versión femenina de Kusuo. Es primeramente conocida como Kusuko (nombre que más tarde cambia a Kuriko), y tiene la apariencia de una joven de cabello rosa pálido y ojos púrpura. A diferencia de su forma masculina, no lleva ningún limitador en la cabeza, sino que simplemente lleva un par de gafas. 
Kuniharu Saiki (斉木 國春 Saiki Kuniharu?)
Seiyū: Mitsuo Iwata, Chuck Huber (inglés)
Es el padre de Kūsuke y Kusuo, y esposo de Kurumi. Es un hombre muy descuidado y en ocasiones torpe, a menudo suplicando a su hijo para que arregle las cosas que ha hecho mal con sus poderes. Trabaja como editor de manga y a menudo debe lamer los zapatos de su jefe. Su padre falleció, mientras que su madre vive en retiro de ancianos.
Kurumi Saiki (斉木 久留美 Saiki Kurumi?)
Seiyū: Rikako Aikawa, Morgan Garrett (inglés)
Es la madre de Kūsuke y Kusuo, y esposa de Kuniharu. Kurumi es una madre amable y gentil que, de acuerdo con Kusuo, fue una de las principales razones por las que él no ha hecho cosas malas utilizando sus poderes psíquicos. Kurumi tiende a confiar demasiado en los demás y nunca duda de nadie, lo que la hace un blanco fácil para los estafadores. Sin embargo, puede llegar a ser muy aterradora cuando se lo propone y se muestra imbatible con cualquiera que amenace a su familia. Es alérgica a los gatos.
Kūsuke Saiki (斉木 空助 Saiki Kūsuke?)
Seiyū: Kenji Nojima, Chris Patton (inglés)
Es el hermano mayor de Kusuo, un súper genio que disfruta inventar máquinas y/o dispositivos. Dos años mayor que Kusuo, fue quien creó los dispositivos que limitan el poder de su hermano, aunque inicialmente lo hizo para que este dejase de superarlo en todo, pero sus poderes siguieron siendo igualmente poderosos. A los catorce años se marchó de Japón para asistir a la Universidad de Cambridge y ha estado viviendo allí desde entonces. Usa un bloqueador de telepatía cada vez que se encuentra con su hermano para que este no pueda leer sus pensamientos. Él y Kusuo siempre han estado compitiendo entre sí en términos de habilidades e inteligencia. Sin embargo, al ser un psíquico, Kusuo siempre le gana al genio de Kūsuke. Kusuo siempre pensó que su hermano lo odiaba por esa misma razón, pero Kūsuke le corrigió diciéndole que no lo odiaba en absoluto, sino todo lo contrario, puesto que está "obsesionado con Kusuo". Kūsuke ha demostrado ser bastante sádico y masoquista en lo que respecta a Kusuo, puesto que a pesar de saber que va a perder en cada ocasión, aún le sigue desafiando.
Kumagorō Saiki (斉木 熊五郎 Saiki Kumagorō?)
Seiyū: Kōichi Yamadera
Es el esposo de Kumi, padre de Kurumi, suegro de Kuniharu, y abuelo materno de Kusuo y Kūsuke. Kumagoro es un anciano gruñón tsundere quien realmente quiere a su familia pero no lo demuestra, a excepción de Kuniharu, a quien en verdad odia. Se lleva sorpresivamente bien con Nendō.
Kumi Saiki (斉木 久美 Saiki Kumi?)
Seiyū: Rie Tanaka
Es la esposa de Kumagorō y madre de Kurumi, suegra de Kuniharu, y abuela de Kusuo y Kūsuke. A pesar de su edad, a Kumi le gusta vestirse como una adolescente moderna, llevando ropa demasiado joven para su estilo y una falda por encima de sus rodillas.

### Academia P.K.
Riki Nendō (燃堂 力 Nendō Riki?)
Seiyū: Kenta Miyake (vomic, flash anime), Daisuke Ono (anime), David Wald (inglés)
Un estudiante robusto y musculoso que asiste a la misma clase de Saiki. Nendō tiene una forma de pensar extremadamente simple —en las palabras de Saiki, un "verdadero idiota"— y a causa de ello Saiki no puede leer su mente. Debido a que Saiki es incapaz de detectar la presencia de Nendō, es la única persona que es capaz de acercarse sigilosamente a este, haciéndole creer que algún día podría llegar a ser un enemigo peligroso. Se titula a sí mismo como el amigo de Saiki, a quien siempre llama "colega", aunque definitivamente Saiki no comparte su punto de vista puesto que tiende a evitarlo lo máximo posible, en parte debido a su naturaleza excesivamente amistosa. Saiki a menudo compara Nendō con un insecto, porque los insectos son uno de los pocos animales a los que Saiki no puede leerles la mente.
Shun Kaidō (海藤 瞬 Kaidō Shun?)
Seiyū: Takuya Eguchi (vomic, flash anime), Nobunaga Shimazaki (anime), Micah Solusod (inglés)
Un chūnibyō (individuo que tiene la tendencia de pretender ser un personaje fantástico o uno con superpoderes), que se hace llamar a sí mismo "Jet-Alas Negras" (漆黒の翼 Shikkoku no Tsubasa?) y piensa que el mundo esta gobernado por una organización malvada llamada Dark Reunion, que en realidad es una invención de su mente. Cuando Kaidō vio por primera vez la personalidad solitaria de Saiki, se convirtió en su "amigo" y comenzó a seguirlo, lo que molesta a este último. A pesar de su personalidad confiada, Kaidō ha expresado muchos atributos que dicen lo contrario, tal como ocultarse en los baños a llorar y su incapacidad para nadar. También trata de actuar genial y fuerte frente a Saiki, pero nuevamente termina haciendo todo lo contrario, además de que tiende a sudar mucho y se cansa con facilidad. También ha demostrado tener una pésima capacidad para juzgar a los demás, tal cuando creyó que Riki era un lolicon pervertido, y más tarde que Riki y Kineshi estaban enamorados. 
Kokomi Teruhashi ((照橋 心美 Teruhashi Kokomi?)
Seiyū: Kana Asumi (flash anime), Ai Kayano (anime), Tia Ballard (inglés)
La autoproclamada "chica perfecta" del instituto, adorada por todos excepto por Saiki, quien es capaz de leer sus verdaderos pensamientos. Se  enamora de Saiki después de que no darle las reacciones que la mayoría de los chicos hacen cuando la ven. Debido a la popularidad de Kokomi, Saiki trata de evitarla lo más posible debido a que no quiere resaltar.
Kineshi Hairo (灰呂 杵志 Hairo Kineshi?)
Seiyū: Satoshi Hino, Kyle Phillips (inglés)
Un estudiante excesivamente apasionado que disfruta de los deportes y está constantemente tratando de conseguir que las demás personas se motiven. También es el representante de la clase de Saiki y, debido a su naturaleza carismática, todos sus compañeros confían en él.
Reita Toritsuka (鳥束 零太 Toritsuka Reita?)
Seiyū: Natsuki Hanae, Joel McDonald (inglés)
Un psíquico mediúm y el único además de la familia de Saiki en saber acerca de sus habilidades. Reita tiene la capacidad de ver espíritus y es perseguido por el fantasma del difunto padre de Nendō, pero solo está interesado en el uso de su capacidad para atraer a las chicas.
Chiyo Yumehara (夢原 知予 Yumehara Chiyo?)
Seiyū: Yukari Tamura, Jill Harris (inglés)
Una joven romántica y soñadora que tuvo muchas experiencias problemáticas en el amor. Solía estar enamorada de Saiki, pero posteriormente volcó su atención hacia Kaidō cuando este la defendió de unos matones en la playa. Continuamente se preocupa por su peso, aunque irónicamente llega a un punto en el que solo piensa en comida, lo que provoca que aumente drásticamente de peso. Sin embargo, vuelve a su peso normal tras ejercitarse.
Chisato Mera (目良 千里 Mera Chisato?)
Seiyū: Maaya Uchida, Megan Shipman (inglés)
Es una compañera de clase de Saiki que siempre parece tener hambre y se emociona cada vez que se habla de comida o dinero. Debido a que su familia es pobre, trabaja a tiempo parcial en una cafetería que Saiki visita con frecuencia debido a que ahí venden su gelatina de café favorita. También tiene otros múltiples trabajos.
Aren Kuboyasu (窪谷須 亜蓮 Kuboyasu Aren?)
Seiyū: Yoshimasa Hosoya
Aren es un estudiante transferido que solía ser un delincuente juvenil en su anterior escuela. Además de ser fuerte, suele irritarse cuando alguien es grosero con él o le lleva la contraria y ocasionalmente deja ver algo de su antiguo ser, aunque trata de ocultarlo a toda costa. Los únicos que saben que era un delincuente son Saiki y Kaidō.
Metori Saiko (才虎 芽斗吏 Saiko Metori?)
Seiyū: Masaya Matsuzake, Adam Gibbs (inglés)
Saiko es el heredero del conglomerado Saiko, quien más tarde se enamora de Kokomi cuando esta estaba en la ciudad y se transfiere a la Academia P.K. solo por ella. Al ser rico es alguien muy presumido, aunque posteriormente se da cuenta de que si hay cosas que el dinero no puede comprar, tal como la amistad.
Imu Rifuta (梨歩田 依舞 Rifuta Imu?)
Seiyū: M.A.O
Una estudiante de primer año demasiada confiada en sí misma, quien se enorgullece de su apariencia para enamorar a los chicos. Se autodenomina como la chica más hermosa de la escuela detrás de Kokomi.
Mikoto Aiura (相卜 命 Aiura Mikoto?)
Seiyū: Eri Kitamura
Una gyaru que fue trasferida a la Academia P.K. durante el segundo semestre. Puede ver el futuro de las personas mediante la adivinación y cree que su alma gemela asiste a P.K., la razón por la cual se cambió de escuela.
Takahashi (高橋?)
Seiyū: Taishi Murata
Un personaje secundario que aparece con frecuencia. Simula estar enfermo durante la ceremonia de apertura de la academia y luego echa la culpa a Nendō y Kusuo, además de meterse en intrincados problemas con su círculo de amigos. Para Saiki solo es una molestia con la cual lidiar.

### Otros
Makoto Teruhashi (照橋 信 Teruhashi Makoto?) / Tōru Mogami (六神 通 Mogami Tōru?)
Seiyū: Tomoaki Maeno
Un popular Idol y hermano mayor de Kokomi. Tiene un serio complejo de hermana que roza lo lunático.
Anp (アンプ Anpu?)
Seiyū: Yoshitsugu Matsuoka
Es un gato que frecuenta el hogar Saiki. Kusuo lo salvó cuando estaba atrapado entre dos edificios y continua cerca de él a pesar de los continuos rechazos de este.
Yūta Iridatsu (入達 遊太 Iridatsu Yūta?)
Seiyū: Yumiko Kobayashi
Vecino de Saiki. Su primera aparición fue cuando Saiki rescata su globo antes que saliera volando. Debido a que Kusuo saltó a una gran altura para atrapar el globo, Yūta creyó que era su héroe favorito de historieta, Cyborg Cider-man # 2. Debido a esto, se apegó a Kusuo y también conoce sus poderes pero el cual debido a su corta edad nadie lo toma en serio, por lo que Saiki no tiene el por qué ocuparse de él. 
Pushi (プシー?)
Seiyū: Yumiko Kobayashi
Pushi es un gato femenino que a Anp comenzó a gustar. Anp le pidió Sai que lo ayudara para que Pushi se enamorara de él. Sin embargo, Anp fue confundido por un pervertido y para empeorarlo, Pushi se enamoró de Sai, la versión gato de Kusuo. Pushi y Anp ahora se quedan frente a la casa de Saiki. Pushi espera que Sai regrese, mientras Anp quiere pelear con Sai.
Uryoku Chōno (蝶野 雨緑 Chōno Uryoku?)
Seiyū: Showtaro Morikubo
Un mago callejero. Es el exesposo de Midori Nendō, la madre de Riki.

## Media

### Manga
La serie comenzó su serialización en la revista Shūkan Shōnen Jump de Shueisha el 14 de mayo de 2012. El primer volumen en formato tankōbon fue publicado el 4 de septiembre de 2012, y hasta la fecha se han publicado un total de 23 volúmenes.

### Novela ligera
El 4 de mayo de 2013, fue publicada una novela ligera titulada Saiki Kusuo no Psi-nan - Extra Story of Psychics, la cual fue seguida por Saiki Kusuo no Psi-nan - Extra Story of Psychics 2 en julio de 2014.

### Anime
Una serie de animación flash basada en el manga comenzó a emitirse en Jump Live el 4 de agosto de 2013, utilizando el mismo elenco en que la adaptación a vomic.
Una adaptación a serie de anime fue anunciada en la edición número 23 de la revista Shōnen Jump de 2016. La serie fue producida por los estudios J.C.Staff y EGG FIRM, dirigida por Hiroaki Sakurai, escrita por Michiko Yokote y cuenta con diseños de personajes de Masayuki Onji. Comenzó a emitirse el 4 de julio de 2016 en TV Tokyo de lunes a viernes por la mañana, seguido de un episodio recopilando los cinco anteriores al término de cada semana. La serie finalizó en diciembre con un total de 120 capítulos copilados en veinticuatro episodios individuales. El tema de apertura es "Seishun wa Zankoku janai" (青春は残酷じゃない lit. La juventud no es tan cruel?) interpretado por Natsuki Hanae, mientras que el tema de cierre, también usado en los capítulos cortos, es "Psi desu - I Like You" (Ψです I LIKE YOU?) por Denpagumi.inc. Fue transmitida de forma simultánea por Funimation, quien lanzó la serie doblada en inglés el 7 ade agosto de 2016.
La segunda temporada fue estrenada el 17 de enero de 2018 y también cuenta con 24 episodios.

### Videojuegos
El lanzamiento de un videojuego titulado Saiki Kusuo no Psi Nan: Shijō Psi Dai no Psi Nan!? fue anunciado en edición número 32 de la revista Weekly Shōnen Jump. El juego es desarrollado por Bandai Namco Studios y publicado por Bandai Namco Entertainment para la consola de juegos portátil Nintendo 3DS.
Kusuo Saiki también aparece como personaje jugable en el videojuego crossover de la Shōnen Jump, J-Stars Victory Vs. El juego es el primer material de "Saiki Kusuo no Psi-nan" que se publica a Europa y Norteamérica fuera de Japón.